# 铁路合作组织
铁路合作组织，简称铁组（俄语：Организация Сотрудничества Железных Дорог)是一个於1956年6月28日在保加利亞索非亞部長會議上成立的國際組織。具有國際協約性質的鐵組章程是鐵組存在和工作的基礎。其宗旨是發展國際貨物和旅客運輸，建立歐亞地區統一的鐵路運輸空間，提高洲際鐵路運輸通道的競爭能力，以及促進鐵路運輸領域的技術進步和科技合作。

## 成員

成員國
觀察員國

鐵組為政府間組織，成員共有29個國家，其中積極成員27個。

| - 白俄羅斯 - 保加利亚 - 匈牙利 - 越南 - 伊朗 - 中国 - 大韓民國 - 拉脫維亞 | - 立陶宛 - 摩尔多瓦 - 蒙古国 - 波蘭 - 俄羅斯 - 羅馬尼亞 - 斯洛伐克 - 乌克兰 - 捷克 - 爱沙尼亚 |

從形式上看，該組織的成員也有阿爾巴尼亞和古巴共和國，然而事實上，不參與其工作。
此外，下列鐵路擁有鐵組觀察員的地位：
- 德國鐵路股份公司（DB AG）、
- 希臘鐵路(OSE)、
- 法國國有鐵路公司（SNCF）、
- 芬蘭鐵路(VR)、
- 塞爾維亞鐵路國有企業(ЖС)及
- 吉肖富铁路(GySEV)。

目前，鐵組合作共分為兩個級別，即政府一級和鐵路一級。鐵組部長會議是鐵組最高領導機關。總局長會議（根據1992年6月在烏蘭巴托舉行的鐵組第二十屆部長會議決議成立）是鐵路一級合作的領導機關。

## 历史
二十世紀五十年代初，為保證國際聯運客貨運送，迫切需要制定統一的法律和經濟標準。在華沙（1950年12月22日）、布拉格（1951年4月23日）、布達佩斯（1951年7月10日）等地舉行的會議上，編製並商定了辦理國際客貨運送的第一批基本文件，即：《國際鐵路直通聯運旅客及行李運送協定（國際客運協定）及其辦事細則》；《國際鐵路直達聯運貨物運送協定（國際貨運協定）及其辦事細則》；《國際鐵路直通聯運旅客、行李、包裹運送運價規程》;《國際鐵路直達聯運貨物運送協定參加國鐵路貨物運送統一過境運價規程》；《國際聯運車輛互用規則（車規）;國際客運協定和國際貨運協定清算規則》。由阿爾巴尼亞人民共和國、保加利亞人民共和國、匈牙利人民共和國、德意志民主共和國、波蘭人民共和國、羅馬尼亞社會主義共和國、蘇維埃社會主義共和國聯盟及捷克斯洛伐克社會主義共和國等鐵路通過的上述協定、規則及運價規程自1951年11月1日起施行。
1953年中華人民共和國、朝鮮民主主義人民共和國、蒙古人民共和国鐵路加入上述協定，1955年，越南民主共和國鐵路也加入了該協定。這樣，參加上述協定的鐵路總數達到了12個。波蘭國家鐵路受委託掌管國際客運協定和國際貨運協定的事務，因此，1956年6月，在索非亞舉行了部長會議，與會部長一致決定成立鐵路合作組織。這次會議被視為鐵組歷史上的第一屆部長會議。1957年在北京舉行的第二屆部長會議上，一致決定任命波蘭鐵路代表德倫什克維奇·漢利克同志擔任鐵組委員會主席，蘇聯鐵路代表擔任副主席，捷克斯洛伐克鐵路代表擔任委員會秘書。會議決定，用中文、德文和俄文出版《鐵組通訊》雜誌。目前，铁组委员会主席由波兰担任（现任为塔捷乌什▪绍兹达）、副主席由俄罗斯（现任为朱可夫）和中国（现任为张群）担任。各成员国为委员会委员，同时，有的委员分别担任个专门委员会的主席。
在鐵組50年的工作中，既存在積極和富有成果的工作階段，也遇到過1966－1984年期間由於不能召開領導機關會議（部長會議）而造成的困難時期。儘管存在困難，但鐵組委員會仍照常運轉，不僅沒有束縛自己的工作，反而採取一切措施擴大自身活動範圍。
集體解決鐵路運輸領域的問題是鐵路合作組織活動的特點，這使得鐵組即使在近年來歐亞各國發生巨大政治動蕩的情況下，仍舊享有國際組織的威望。
與一些歐洲國家的運送條件不同，鐵組成員國之間鐵路聯運的特點是運送經路漫長（8,000－10,000km），途經不同的氣候帶（包括酷寒地區），列車在單方向運行途中要兩次變換軌距（1435mm-1520mm-1435mm）。鐵組成立之初，鐵組成員國鐵路線路全部營業里程約 227,000 km。而目前該長度達到276,376 km，可運送貨物約50億噸、旅客約35億人。1992年，鐵組13個成員國之外，又增加了白俄羅斯共和國、拉脫維亞共和國、立陶宛共和國、愛沙尼亞共和國、摩爾多瓦共和國和烏克蘭。經過1992年的變革，鐵組成員達到了19個。德國的統一影響了德國鐵路繼續參加鐵組的形式——該鐵路獲得觀察員地位。在鐵組第二十一屆部長會議（1993年，華沙）上，修改了鐵路合作組織章程，擴大了加入鐵組的可能性，並允許那些直接從事鐵路活動的公司和企業作為觀察員或加入企業參加鐵組工作。
以加入企業身份參加鐵組工作的新形勢引起公司和企業的極大興趣，目前擁有鐵組加入企業地位的共有29家鐵路運輸公司，分別來自奧地利、德國、格鲁吉亞、摩爾多瓦、波蘭、俄羅斯、羅馬尼亞、烏克蘭、斯洛伐克、韓國、法國、捷克、亞美尼亞和瑞士。
韩国政府自2015年一直申请加入该组织，由于加入铁路合作组织需要获得成员国一致同意，而朝鲜一直投反对票，未能如愿。2018年6月7日在吉尔吉斯斯坦举行的铁路合作组织部长级会议上，朝鲜终于投了赞成票，使得韩国成为铁路合作组织的正式成员国。